# Skupina Máj 57
Skupina Máj 57 bylo sdružení výtvarných umělců založené roku 1957 mladými výtvarníky (malíři, sochaři, grafiky), kteří po období dogmatismu usilovali o tvorbu spojenou s moderními výrazovými prostředky. Umělci vycházeli z modernistických tradic českého a světového, zvl. francouzského moderního umění. Skupina se vyznačovala širokým názorovým rozpětím, neprosazovala žádný konkrétní program.

## Historie
Vzniku skupiny předcházelo částečné uvolnění režimu jako ohlas XX. sjezdu KSSS v únoru 1956, který odhalil Stalinův kult osobnosti. V Československu se od roku 1955 připravovala reforma Ústředního svazu československých výtvarných umělců a roku 1956 byly na předsjezdové konferenci zrušeny všechny stávající výtvarné spolky, dosud fungující jako výtvarná střediska, a jejich majetek byl znárodněn. S přípravou nového Svazu československých výtvarných umělců se objevila myšlenka povolit "volné ideové skupiny umělců" a dát tak zejména mladým umělcům možnost vystavovat. Na konferenci roku 1956 byly tvůrčí skupiny zakotveny ve stanovách SČVU, ale pouze s cílem přispět k lepšímu fungování ideologické role SČVU a promítnout do něj zásady decentralizace, o kterých rozhodla konference KSČ.
Ustavení skupiny Máj 57 předcházela společná výstava jedenácti umělců, členů střediska Štursa, ve výstavní síni ARS v budově Melantricha na Václavském náměstí 36 v březnu 1955, kterou zahajoval František Dvořák. Předsedou střediska byl malíř Franta Volf, výstavy se dále zúčastnili Ladislav Dydek, Richard Fremund, Jiří Hájek, Miloš Hřebeček, Erich Kaizr, Josef Konečný, Jiří Martin, Robert Piesen, Miroslav Truksa a Karel Vysušil. Šlo o první představení mladých umělců po únoru 1948 a soudobá oficiální kritika ji odsoudila s odůvodněním, že odporuje ideové linii Svazu a představuje anarchii v soudobém výstavnictví. Galerie ARS byla krátce nato zrušena.
Vznik Skupiny Máj 57 umožnila nekonkrétnost a všeobecnost ustanovení o skupinách v nových stanovách Svazu. Mezi členy nové výběrové organizace SČVU byl vybrán energický a výbojný Ladislav Dydek, který byl předtím členem VI. krajského střediska Marold, později přejmenovaného na Štursa. Dydek se stal prostředníkem a zaštítil i umělce, kteří se do Svazu nedostali. Oznámení o založení tvůrčí skupiny odeslal Svazu Ladislav Dydek a jako jádro skupiny ho podepsali Fremund, Martin, Kolínská a Piesen. Tato skupina (bez Kolínské, s Kamilem Lhotákem a Františkem Tichým) už roku 1956 vystavovala společně se skupinou Roter Reiter v Trauensteinu v NSR. Další plánovanou výstavu roku 1957 v Galerii Lenbach v Mnichově už režim nepovolil.
Umělci se před založením skupiny scházeli v ateliérech Jiřího Martina, sochaře Miroslava Vystrčila, u fotografa Josefa Sudka a někteří se znali jako spolužáci z ateliérů Josefa Wagnera a Františka Tichého na VŠUP. Již na škole založili studenti Wagnera, Tichého a Filly "Volné sdružení veselých umělců" v hospodě Na slamníku a roku 1946 uspořádali vlastní výstavu v jídelně staré koželužny v Praze-Dejvicích. Široký okruh mladých umělců se poznal na přednáškách Václava Nebeského na VŠUP, který jim zprostředkoval moderní francouzské umění, a také na seminářích Jana Patočky na FF UK. Ve skupině Máj 57 se pak propojil okruh kolem Miloslava Chlupáče a Zdeňka Palcra, který znal z Brna Ladislava Dydka. Miroslav Vystrčil přivedl mladší sochařku Dagmar Hendrychovou.
První výstavu skupiny Máj 57 podpořil funkcionář Svazu ing. arch. Raban, který byl nakloněn mladým umělcům a jako historik umění byl přizván František Dvořák, tehdy asistent V. V. Štecha na pražské Akademii. Někteří z širšího okruhu kolem skupiny Máj 57 se do výběru na první výstavu nedostali (Jaroslav Bobek, Lutobor Hlavsa, Franta Volf, Václav Chochola, Václav Kiml, Alena Honcová, Miroslav Zelenka, Jiřina Písařová, Oldřich Smutný, Miloš Hřebeček), jiní se připojili až během její přípravy (Běla Čermáková, Vlastimil Beneš, Marie Martinová, Jiří Winter Neprakta). Účast odmítli Mikuláš Medek a generačně starší Karel Černý.
Po první výstavě skupinu opustili Chaun, Martinová, Hendrychová, Winter Neprakta, Nováková, Rathouský a Skřivánek. Roku 1958 se skupina rozdělila a téměř polovina členů odešla. Postupně se k ní připojili Jan Švankmajer, Čeněk Pražák a později se okruh vystavujících rozšířil o další jména. Skupina se rozpadla, když v polovině 60. let ztratila původní význam.

## Zakládající členové
K zakládajícím členům patřili Ladislav Dydek, Jiří Martin, Jitka Kolínská, Robert Piesen a Richard Fremund, kteří přivedli další členy – grafiky Jiřího Rathouského a Doru Novákovou, malíře Jaromíra Skřivánka a malíře-autodidakty Vojtu Nolče a Františka Chauna. Dále sem patřili sochaři Miloslav Chlupáč, Miroslav Vystrčil, malíř a restaurátor Stanislav Podhrázský a malíř a sochař Zbyněk Sekal a Miloslav Hájek.

## Výstavy
Všichni se zúčastnili první výstavy s názvem Mladé umění, otevřené 31. května 1957 v Obecním domě v Praze. Výstavu zahájil mladý kunsthistorik František Dvořák, který se stal teoretikem skupiny. Na návštěvníky výstava velmi silně zapůsobila, spatřili totiž něco zcela jiného, než na oficiálních přehlídkách současného umění – motivy figurální, portréty, zátiší, přírodní i městské krajiny, abstraktní motivy. Výstava byla oficiálními kritiky hodnocena velmi kriticky, dokonce se uvažovalo o jejím předčasném uzavření. Tomu zabránila pouze návštěva prezidenta Antonína Zápotockého, kterou zprostředkoval Ladislav Dydek. Rozruch způsobila především Vysušilova olejomalba Ukřižování a Zátiší s dopisem/Pocta Shakespearovi od Jitky Kolínské. Zátiší J. Kolínské bylo z výstavy předčasně odstraněno.
Druhá výstava Skupiny Máj 57 se konala v roce 1958 v paláci Dunaj v Praze. Nebyla tak rozsáhlá jako první, ale vyhraněnější, objevuje se tu větší příklon k abstrakci. Vystavovali zde Robert Piesen, Richard Fremund, Jitka Kolínská, Jiří Martin, Karel Vysušil, Ladislav Dydek, Andrej Bělocvětov, Vojta Nolč, Běla Čermáková, Jiří Balcar, Vlastimil Beneš, Libor Fára, Miloslav Hájek, Miloslav Chlupáč, Zdeněk Palcr, Stanislav Podhrázský, Zbyněk Sekal a Miroslav Vystrčil. Tato výstava byla celkově hodnocena kritikou lépe než první, jako celek působila přesvědčivěji a propracovaněji.
Třetí výstavu uspořádalo 18 členů skupiny Máj 57 ve Varšavě v červnu 1958 v Galerii Sztuki Nowoczesnej, známé pod názvem Galeria Krzywe Kolo. Vzájemné přátelství s polskými umělci vzniklo už za války, kdy byl Zbyněk Sekal spolu s Marianem Boguszem vězněn v koncentračním táboře Mauthausen. Kontakt se Zdeňkem Palcrem udržovala jeho kolegyně z Wagnerova ateliéru na VŠUP, sochařka Alina Szapocznikow, která patrně výstavu zprostředkovala. Text v katalogu napsal Miloslav Chlupáč, který zdůraznil snahu o osobité pojetí lidského subjektu, nezávislé na zvolené formě. V Polsku, kde už několik let vznikala abstraktní a informelní malba, se však výstava nesetkala s významnějším ohlasem. Reprízy výstavy údajně proběhly též v Poznani a Krakově.
Koncem 50. let začaly ve skupině vznikat drobné konflikty, většina členů se snažila jít svou vlastní, individuální cestou. Po výstavách v roce 1958 pro rozpory s Ladislavem Dydkem odešel František Dvořák a s ním i skupina zakládajících členů Richard Fremund, Jitka Kolínská, Robert Piesen a Jiří Martin. Zbylo jádro skupiny, které tvořili bývalí spolužáci z VŠUP a ze zakládajících členů Ladislav Dydek, Běla Čermáková a Vojta Nolč. Nově přistoupili Čeněk Pražák a Jan Švankmajer. Roku 1961 se někteří členové skupiny Máj 57 zúčastnili výstavy Realizace, kterou pořádal Blok tvůrčích skupin (Máj 57, Trasa, Etapa, Proměna, Experiment, UB 12) v Galerii Václava Špály.
Další, čtvrtá výstava, se uskutečnila až v srpnu 1961 v Poděbradech. Způsobila skandál a po třech dnech byla na zásah Františka Grosse uzavřena. V katalogu je však skupina uvedena jako Skupina Máj, bez označení 57, které už ztratilo svůj původní význam. Text do katalogu napsal opět Miloslav Chlupáč, kde zdůraznil nové pojetí vztahu člověka ke světu, včetně tvárného experimentu.
Výstavu v Praze realizovala Skupina Máj po několikaletém úsilí až v květnu 1964 (Galerie Nová síň). Vystavovalo zde i osm nových členů – Josef Lehoučka, Jaroslav Klápště, Josef Duchoň, Vavro Oravec, Theodor Pištěk, Jan Švankmajer a Eva Švankmajerová. Celkový výtvarný výraz se nyní posunul více k abstrakci a také k úsilí o strukturální tvorbu. Kritici se vyjadřovali především k nesourodé úrovni vystavovaných prací.
Poslední akcí Skupiny Máj byla výstava na zámku v Teplicích v srpnu 1964, která se však setkala s malým ohlasem jak kritiky, tak návštěvníků.
V dalších letech byla pozornost umělců zaměřena na vlastní tvorbu, která pro ně byla důležitější než soustřeďování do skupin, majících často obranný charakter. Své průkopnické poslání však skupina splnila.